# PGC 83407
LEDA/PGC 83407 ist eine linsenförmige Galaxie vom Hubble-Typ S0 mit aktivem Galaxienkern im Sternbild Löwe auf der Ekliptik, die schätzungsweise 506 Millionen Lichtjahre von der Milchstraße entfernt ist. Im selben Himmelsareal befinden sich u. a. die Galaxien IC 660, IC 661, IC 662.